# Elisabeth Luin
Elisabeth Charlotte (Jeanette) Luin (* 9. Mai 1881 in Nürnberg; † 1962) war eine deutsche Musikwissenschaftlerin und Musikkritikerin.

## Leben
Luin studierte Musikwissenschaft an der Universität München bei Adolf Sandberger sowie Musik an der Akademie für Tonkunst. Sie wirkte zeitweise in England und in Rom, wo sie Quellenstudien durchführte und für deutsche Zeitschriften über das Musikleben berichtete. Anschließend lebte sie als Musikschriftstellerin von 1943 bis 1952 in Salzburg, dann in München.

## Schaffen
Als eine der wenigen Frauen in der damaligen Musikwissenschaft genoss sie Anerkennung für ihre große Quellenkenntnis der Musikgeschichte des 17. und 18. Jahrhunderts. Sie arbeitete vorwiegend über die italienische und die süddeutsch-österreichische Musikgeschichte.

## Schriften
- Antonio Giannettini e la Musica a Modena alla Fine del Secolo XVII, Istituto civico: Modena 1932.
- Mozarts Aufenthalt in Rom, in: Neues Mozart-Jahrbuch III (1941), S. 45–62.
- Die "Liedertafel", ein Hort des musikalischen Salzburgertums, Gesellschaft für Salzburger Landeskunde: Salzburg 1950.